# Tomio Okamura

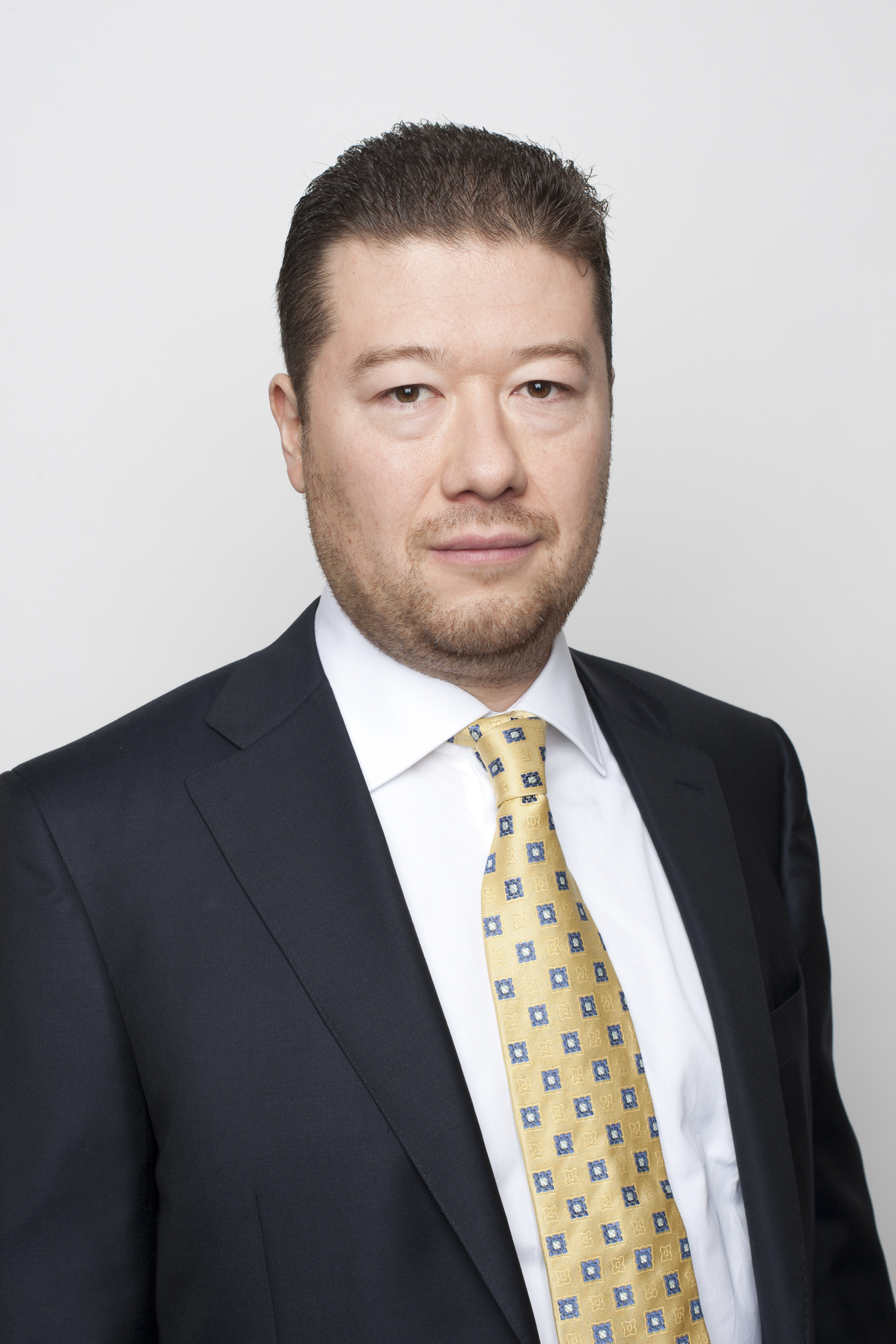
Tomio Okamura (2012)

Tomio Okamura (jap. 岡村 富夫, Okamura Tomio; * 4. Juli 1972 in Tokio, Japan) ist ein tschechischer Unternehmer und Politiker. Von 2013 bis 2015 war er Parteivorsitzender der von ihm gegründeten Partei Úsvit přímé demokracie, nach seinem Austritt gründete er 2015 die Partei Svoboda a přímá demokracie (SPD).

## Biografie
Der Sohn einer Tschechin und eines Japaners wuchs teilweise in Tschechien, teilweise in Japan auf, wo er u. a. für die Müllabfuhr und als Popcornverkäufer tätig war. Ab 1994 widmete er sich unternehmerischen Aktivitäten, hauptsächlich in der Reisebranche, in den letzten Jahren auch in der Gastronomie und als Buchautor. Okamura war einige Jahre ehrenamtlich Vizepräsident und Sprecher der Assoziation tschechischer Reiseveranstalter.
2012 stieg Okamura in die Politik ein. Als unabhängiger Kandidat erreichte er im Wahlkreis Zlín bei den Senatswahlen bereits im ersten Wahlgang mit 30,27 % die meisten Stimmen. In der Stichwahl schlug er mit 66,23 % deutlich den Kandidaten der Sozialdemokraten, den amtierenden Bezirkshauptmann der Region Stanislav Mišák. Im Senat arbeitete er bis zu seinem Ausscheiden aus dem Senat im Jahr 2013 in der Fraktion der KDU-ČSL mit.
Okamura entschloss sich nach der erfolgreichen Senatswahl zur Kandidatur bei den Präsidentschaftswahlen 2013. Nach eigenen Angaben legte er für seine Kandidatur 61.500 Unterstützerunterschriften vor und damit mehr als die gesetzlich geforderten 50.000. Das tschechische Innenministerium erkannte aber nur 31.750 Unterschriften als gültig an und ließ Okamura daher nicht zu den Wahlen zu. Eine hiergegen erhobene Beschwerde beim Verfassungsgericht der Tschechischen Republik blieb ohne Erfolg.
Im Mai 2013 gründete Okamura seine eigene Partei mit dem Namen Úsvit přímé demokracie (Morgendämmerung der direkten Demokratie), die bei der vorgezogenen Abgeordnetenhauswahl in Tschechien 2013 erstmals antrat. Auf der Liste kandidierten viele Mitglieder der im Parlament vertretenen Partei Věci veřejné (Öffentliche Sache), darunter auch der Vorsitzende Vít Bárta.
Im August 2014 trat Okamura mit einer den Porajmos leugnenden Aussage über das KZ Lety an die Öffentlichkeit und bestritt die Erkenntnisse der Forschung. Der tschechische Minister für Menschenrechte Jiří Dienstbier forderte Okamura auf, von allen öffentlichen Ämtern zurückzutreten. Anfang 2015 rief dieser zu einem „Boykott von Muslimen“ auf.
Mitte 2015 kam es zu internen Streitigkeiten innerhalb der Úsvit přímé demokracie um den Kurs der Partei und um die Zusammenarbeit mit anderen europäischen rechtspopulistischen Parteien. Nach Austritten zahlreicher Abgeordneter nahm die verbliebene Úsvit den Zusatz Úsvit – Narodní Koalice („Morgendämmerung – Nationale Koalition“) an.
Im Zuge dieses Streits war Okamura am 4. Mai aus der Partei Úsvit přímé demokracie ausgetreten und hatte gemeinsam mit einigen ebenfalls ausgetretenen Abgeordneten eine neue Partei mit dem Namen Svoboda a přímá demokracie (SPD, „Freiheit – direkte Demokratie“) gegründet.
Bei der Parlamentswahl am 21. Oktober 2017 wurde Okamuras Partei mit 10,6 Prozent der Stimmen viertstärkste Kraft.   Mehr als eine halbe Million Menschen wählten die Partei. Okamura strebt an, den Islam in Tschechien zu verbieten.
Bei den anschließenden Wahlen zum Präsidium des Abgeordnetenhauses erhielt Okamura 102 Stimmen bei 195 anwesenden Mitgliedern und war bis zur Wahl 2021 einer der Vizepräsidenten des Abgeordnetenhauses.
Am 16. Dezember 2017 fungierte Okamura als Gastgeber für einen Kongress der EU-Fraktion Europa der Nationen und der Freiheit in Prag.
Im Februar 2025 hob das Abgeordnetenhaus seine politische Immunität auf, um Ermittlungen zum Vorwurf der Anstiftung zum Hass gegen eine Gruppe von Menschen zu ermöglichen.

## Privates
Tomio Okamura ist der mittlere von drei Brüdern. Er ist geschieden von der Japanerin Mie Okamura (heute Krejčíková), mit der er einen Sohn (geb. 1994) hat, der die politischen Ansichten des Vaters nicht teilt. Auch beide Brüder Tomio Okamuras haben sich von dessen politischen Meinungen wiederholt öffentlich distanziert.